# Licinius Damasippus
Licinius Damasippus (i. e. 1. század) görög filozófus.
Rómában élt, elrómaiasodott görög család sarja volt. Cicero említi egy munkájában mint nagy művészetpártolót, díszkertek vásárlóját és eladóját. Feltehetőleg azonos a Horatius szatírái második könyvének harmadik darabjában említett Damasippusszal, aki vagyonát elpazarolván a sztoikus filozófia követője lett.